# Arnutovce
Arnutovce (maďarsky Arnótfalva, německy Emaus, Habchen, Höfchen) jsou obec na Slovensku v okrese Spišská Nová Ves, v Košickém kraji. Obec se nachází v západní části Hornádské kotliny. Sousedí s obcemi Iliašovce, Smižany, Spišský Štvrtok, Letanovce, Spišské Tomášovce, Mečedeľovce.

## Symboly obce
- Http://www.crwflags.com/fotw/flags/sk-sn-ar.html

## Dějiny
První písemná zmínka o obci je z roku 1317. Staré a cizí názvy obce:
- 1317 (terra) magni Arnoldi
- 1340 Kystamasi, Arnoltfalua
- 1366 Arnoltfalva
- 1435 Kysdoman alias Arnoldfalva
- 1773 Emaus, Harmowczi
- 1786 Harnutowce
- 1808 Arnutowce
- německý název: Emaus, Höfchen, Habchen
- maďarský název: Arnótfalu

## Politika

### Starostové obce
1990 - 1998 Vincent Ondirko (HPSR) 

1998 - 2000 Vincent Ondirko (HZDS) 

2000 - 2002 Jaroslav Gazdura (KDH) 

2000 - 2006 Jaroslav Gazdura (ANO, KDH, SDKÚ)

2006 - 2008 Jaroslav Gazdura (ANO, KDH, SDKÚ)

### Zastupitelstvo
1990 - 1994 - 9 poslanců

1994 - 1998 - 9 poslanců (7 KDH, 2 HPSR)

1998 - 2002 - 9 poslanců (7 KDH, 2 HZDS)

2002 - 2006 - 7 poslanců (4 KDH, SDKÚ 3)

### Obyvatelstvo
Vývoj obyvatelstva od roku 1869:
| Rok sčítání | Počet obyvatel | Počet domů |
| ----------- | -------------- | ---------- |
| 1869        | 180            | -          |
| 1880        | 153            | 33         |
| 1890        | 153            | 34         |
| 1900        | 184            | 40         |
| 1910        | 176            | 38         |
| 1921        | 186            | 39         |
| 1930        | 194            | 40         |
| 1950        | 232            | 47         |
| 1961        | 310            | 52         |
| 1970        | 368            | 65         |
| 1980        | 415            | 67         |
| 1991        | 423            | 71         |
| 2001        | 549            | 78         |

Složení obyvatelstva podle náboženského vyznání (2001):
|                          | Počet obyvatel | %    |
| ------------------------ | -------------- | ---- |
| Římskokatolická církev   | 536            | 97,6 |
| Evangelická církev a. v. | 1              | 0,2  |
| Bez vyznání              | 7              | 1,3  |
| Ostatní a nezjištěno     | 5              | 0,9  |

Složení obyvatelstva podle národnosti (2001):
|                      | Počet obyvatel | %    |
| -------------------- | -------------- | ---- |
| Slovenská            | 387            | 70,5 |
| Romská               | 160            | 29,1 |
| Ostatní a nezjištěno | 2              | 0,4  |

Nejčastější příjmení (1995):
PECHA 68 ×; PECHOVÁ 66 ×; BEHÁR 22 ×; BEHÁROVÁ 20 ×; HRUBIZNA 11 ×; HRUBIZNOVÁ 10 ×; MEDERIOVÁ 8 ×; DZURILLOVÁ 8 ×; ORAČKO 7 ×; PALOČAJ 7 ×; MEDERYOVÁ 7 ×; DZURILLA 7 ×; BALDOVSKÁ 7 ×; ČATLOŠOVÁ 7 ×; SOLÁR 7 ×; ŽIGOVÁ 6 ×; ČATLOŠ 6 ×; MARTINŮ 6 ×; BALDOVSKÝ 6×; KANDRA 5×; KLEINOVÁ 5×; SOLÁROVÁ 5×; LIPAJ 5×; ŠARIŠSKÁ 5×; PALOČAJOVÁ 4×; TEREŠTÍKOVÁ 4×; MAJCHEROVÁ 4×; ŠVEDA 4×; ŠMELKO 4×; ROXER 4×; ŠČUKA 4×; CAPÁK 4×; MEDERI 4×; JAVORSKÁ 4×; MIRGOVÁ 4×; ORAČKOVÁ 4×; ŠVEDOVÁ 4×; ROXEROVÁ 4×; PAGÁČOVÁ 4×; TULEJOVÁ 4×; ONDIRKO 4×; ORAVEC 4×; MIRGA 4×; VERNARSKÝ 3×; MEDERY 3×; PETRÁŠEKOVÁ 3×; ŠMELKOVÁ 3×; BAJTOŠOVÁ 3×; POLÁKOVÁ 3×; LIPAJOVÁ 3×; SUROVCOVÁ 3×; CAPÁKOVÁ 3×; DEPTOVÁ 3×; PACIGA 3×; TULEJ 3×; TOMEČKO 3×; MIKOLAJOVÁ 3×; KURUCOVÁ 2×; PLUTA 2×; PAGÁČ 2×; VYBOHOVÁ 2×; BARILLA 2×; VALIGURA 2×; GURECKÝ 2×; BENDÍKOVÁ 2×; TOMEČKOVÁ 2×; PACIGOVÁ 2×; IŠTOKOVÁ 2×; ŠOLTISOVÁ 2×; ŠOLTIS 2×; BAŠISTA 2×; BENDÍK 2×; KURUC 2×; PISKOVÁ 2×; LAVEN 2×; BUKŠÁR 2×; GREŠ 2×; KANDROVÁ 2×; ŽIGA 2×; MELEGOVÁ 2×; SKOKANOVÁ 2×; BUKŠÁROVÁ 2×; RUSINOVÁ 2×; BAŠISTOVÁ 2×; RUSSIN 2×; MAJCHER 2×; LAPŠANSKÝ 2×; ADLEROVÁ 2×; POPOVIČOVÁ 2×; PETRÁŠEK 2×; ŠARIŠSKÝ 2×; ONDIRKOVÁ 2×; MIKOLAJ 2×; VYBOH 2×; ALMAŠIOVÁ 2×; ADLER 3×,KSSJ

## Kultura a zajímavosti

### Památky
Katolický kostel sv. Heleny
Gotický kostel postavený na počátku 15. stol. Presbytář s pětibokým uzávěrem je zaklenutý křížovou žebrovou klenbou klínové profilace. Ve druhé polovině 16. stol. byla přistavěna věž, v 18. stol. přestavěná a zvýšená pod omítkou. Má renesanční sgrafitovou nárožní bosáž. Sakristie je zaklenuta klášterní klenbou. Hlavní oltář je pseudogotický z konce 19. stol., oltář Panny Marie je křídlový, gotický asi z roku 1485. Oltář sv. Šebestiána je rokokový asi z let 1770 - 1780, uprostřed s fragmentem gotického malovaného křídla, znázorňujícím martyrium sv. Šebestiána, po obou stranách tabernákula jsou sochy cherubínů, pozdněbarokové z bývalého hlavního oltáře z druhé poloviny 18. stol. Volný obraz sv. Jana Nepomuckého je barokní z druhé poloviny 19. stol.

## Hospodářství a infrastruktura

### Farní úřad
- Filiálka římskokatolického úřadu Letanovce

### Školství
Mateřská škola - Arnutovce 11